# Frances the Mute
Frances the Mute é o segundo álbum de estúdio da banda americana de rock progressivo, The Mars Volta.

## Partido
Jeremy Ward, artista áudio que trabalhou para The Mars Volta até sua morte, havia trabalhado anteriormente como recuperador de bens que não foram pagos. Um dia, Ward descobre um diário no banco de trás de um carro que ele havia recuperado, e começa a notar similaridades entre a vida do autor do diário e a sua, principalmente o fato dos dois terem sido adotados. O diário conta que o autor procurou pelos seus pais biológicos, com a ajuda de uma série de pessoas, e seus nomes são na verdade o nome de cada faixa do Frances the Mute.

## Faixas
Todas as letras escritas por Cedric Bixler-Zavala, todas as músicas compostas por Omar Rodríguez-López. 
1. "Cygnus....Vismund Cygnus" - 13:02
2. "The Widow" - 5:51
3. "L' Via L' Viaquez" - 12:21
4. "Miranda That Ghost Just Isn't Holy Anymore" - 13:09
5. "Cassandra Gemini"